# Aristide Drouet
Aristide Drouet, né le 9 juin 1903 à Bruz et mort le 5 avril 1949 à Rennes, est un coureur cycliste français, en activité de 1928 à 1947,.

## Palmarès
- 1928
  - 2e de Angers-Nantes-Angers
- 1947
  - 2e du Critérium de Callac

## Résultats sur le Tour de France
1 participation :
- 1929 : abandon à la 11e étape